# Everglow
Everglow (koreanisch 에버글로우, stilisiert EVERGLOW) ist eine südkoreanische Girlgroup der vierten K-Pop-Generation, die 2019 von Yuehua Entertainment gegründet wurde. Everglow debütierte offiziell am 18. März 2019 mit der Single Bon Bon Chocolat (봉봉쇼콜라). Der offizielle Fanclub-Name der Gruppe lautet Forever.

## Geschichte
Am 18. Februar 2019 gab Yuehua Entertainment die Gründung der neuen Girlgroup Everglow bekannt. Die sechs Mitglieder der neuen Gruppe, E:U, Sihyeon, Mia, Onda, Aisha und Yiren, wurden vom 19. bis zum 26. Februar auf dem Youtube-Kanal von Stone Music Entertainment in einer Videoserie mit dem Namen Crank In Film vorgestellt. Sihyeon war der Öffentlichkeit bereits als Teilnehmerin der Casting-Show Produce 101 bekannt, die sie auf Platz 40 beendete. Danach unterschrieb sie einen Vertrag bei Yuehua Entertainment und nahm zusammen mit Yiren und Choi Yena an der nächsten Casting-Show, Produce 48, teil. Hier wurde sie 27. Yiren beendete die Show auf Platz 28 und Yena wurde Mitglied der temporären Girlgroup IZ*ONE. Mit Idol School nahm Onda 2017 unter ihrem richtigen Namen ebenfalls an einer Casting-Show teil und belegte dort Platz 40. Am 18. März 2019 debütierte Everglow offiziell mit dem Single-Album Arrival of Everglow und der Single Bon Bon Chocolat (봉봉쇼콜라). Am 19. August erschien das zweite Single-Album Hush. Mit der zugehörigen Single Adios konnte die Gruppe ihren ersten Sieg bei einer Musikshow erringen.
Am 3. Februar 2020 veröffentlichte die Gruppe ihre erste EP Reminiscence zusammen mit der Single Dun Dun. Im März 2020 ging Everglow auf eine kleine Tournee in den Vereinigten Staaten. Von den geplanten fünf Konzerten musste das letzte in Los Angeles allerdings aufgrund der COVID-19-Pandemie abgesagt werden.

## Mitglieder
| Name         | Geburtsname         | Geburtstag (Alter)     | Geburtsort | Position               |
| ------------ | ------------------- | ---------------------- | ---------- | ---------------------- |
| Sihyeon 시현 | Kim Si-hyeon 김시현 | 5. August 1999 (25)    | Seongnam   | Team leader Lead Vocal |
| E:U 이유     | Park Ji-won 박지원  | 19. Mai 1998 (26)      | Hanam      | Main Dance, Main Rap   |
| Mia 미아     | Han Eun-ji 한은지   | 13. Januar 2000 (25)   | Gimhae     | Main Vocal, Main Dance |
| Onda 온다    | Jo Se-rim 조세림    | 18. Mai 2000 (24)      | Bucheon    | Lead Dance             |
| Aisha 아샤   | Heo Yoo-rim 허유림  | 21. Juli 2000 (24)     | Suwon      | Lead Dance, Lead Rap   |
| Yiren 이런   | Wang Yiren 王怡人   | 29. Dezember 2000 (24) | Zhejiang   | Lead Dance             |

## Diskografie

### EPs
- 2020: Reminiscence
- 2020: -77.82X-78.29
- 2021: Return of the Girl

### Single-Alben
- 2019: Arrival of Everglow
- 2019: Hush
- 2021: Last Melody
- 2023: All My Girls
- 2024: Zombie

### Singles
- 2019: Bon Bon Chocolat (봉봉쇼콜라)
- 2019: Adios
- 2020: Dun Dun
- 2020: La Di Da
- 2021: First
- 2021: Pirate

## Auszeichnungen

### Preisverleihungen
- Asia Artist Awards – AAA Best Music Video[10]

### Musikshows
| Jahr | Datum         | Titel |
| ---- | ------------- | ----- |
| 2019 | 14. September | Adios |
| 2021 | 1. Juni       | First |